# Chrissie Fit
Christina "Chrissie" Fit, född 3 april 1984 i Miami i Florida, är en amerikansk skådespelerska. Hon började bli känd under år 2007, då hon fick rollen som Mercedes Juarez i sjukhusdramat General Hospital. Hon har sedan dess bland annat spelat rollen som CheeChee i Disney Channel-filmerna Teen Beach Movie och Teen Beach 2, samt Florencia "Flo" Fuentes i musikalkomedifilmerna Pitch Perfect 2 och Pitch Perfect 3.

## Filmografi (i urval)

### Filmer
- 2009 – Crossing Over
- 2013 – Teen Beach Movie
- 2015 – Pitch Perfect 2
- 2015 – Teen Beach 2
- 2017 – Pitch Perfect 3
- 2020 – All My Life

### TV-serier
- 2006 – Zoey 101 (TV-serie)
- 2007–2012 – General Hospital (TV-serie)
- 2008 – House (TV-serie)
- 2011 – Southland (TV-serie)
- 2011 – Torchwood (TV-serie)
- 2016–2019 – Milo Murphys lag (TV-serie)
- 2017–2020 – Elena från Avalor (TV-serie)
- 2019 – Charmed (TV-serie)
- 2021 – Jag vet vad du gjorde förra sommaren (TV-serie)